# Strandtusindgylden
Strandtusindgylden (Centaurium littorale), ofte skrevet strand-tusindgylden, er en toårig, 5-30 centimeter høj plante i ensian-familien. Den har bladroset og er foroven fågrenet. Stængelbladene er linjeformede, afrundede og 1-strengede i modsætning til hos marktusindgylden. Blomsterne er ustilkede med 5-6,5 millimeter lange kronflige. Bægerfligene er af længde med kronrøret.
I Danmark findes strandtusindgylden hist og her på strandenge, strandoverdrev og i græsklædte klitlavninger. Den blomstrer i juli til oktober.

## Varianten Nøgleblomstret tusindgylden
Nøgleblomstret tusindgylden (Centaurium littorale var. glomeratum) findes enkelte steder, og regnes som en truet art på den danske rødliste.